# Down In The Park
"Down In The Park" je prvi singl s albuma Replicas sastava Tubeway Army. Pjesma nije bila hit prilikom izdavanja ali je postala favorit glazbenih kritičara i dosegnula je kultni status.
Pjesma se, poput cijelog albuma "Replicas", odmaknula od prijašnjeg zvuka Tubeway Army-ja. Njihovi prijašnji singlovi, That's Too Bad i Bombers, zajedno s cijelim debitantskim albumom Tubeway Army, bili su više orijentirani prema punku, rocku i novom valu. Singl "Down In The Park" je bila prva kompozicija sastava gdje su elektronička glazbala postala dominantna. Pjesma je stvorila zvuk kakav će kasnije pratiti Tubeway Army i kasnije Gary Numana.
Tekst pjesme kristalizirao je temu distopijske znanstvene fantastike koje ja prožela album Replicas. Tekst pjesme je pod velikim utjecajem pisaca poput J.G. Ballard i Philip K. Dick. Radnja pjesme se vrti oko futurističkog parka u kojem Machmen (android s ljudskom kožom) i strojevi ubijaju i zlostavljaju ljude na radost gledatelja, koji zajedno s njihovim robotskim prijateljima, sve promatraju iz obližnjeg kluba ("Zom Zoms").
Ova pjesma je tipičan Numanov uradak iz tog razdoblja njegove karijere. Njegove tadašnje pjesme prihvaćaju ali se i boje tehnologije. U suprotnosti s većinom post-punk glazbe tog razdoblja, Numanovi vokali su namjerno suzdržani, puštajući da spori i čvrsta sintisajzerska glazba stvori melankoličnu atmosferu. 

## Obrade
Pjesmu su obradili mnogi kasniji glazbenici i sastavi. Od važnijih obrada valja izdvojiti:
- sastav Foo Fighters na njihovom albumu The X-Files: Songs in the Key of X za film Dosjei X iz 1996.
- Marlyn Manson na singlovima Lunchbox i Sweet Dreams
- DJ Hell napravio je techno remix 1998. s tekstom pjesme na francuskom jeziku
- Američki gotički sastav Christian Death

## Produkcija
- Producent
  - Gary Numan

- Glazbenici
  - Gary Numan - Minimoog sintisajzer, električni piano, vokal
  - Paul Gardiner - bas-gitara
  - Jess Lidyard - bubnjevi

## Vanjske poveznice
- Pjesma na Youtube video servisu